# Китобійна база

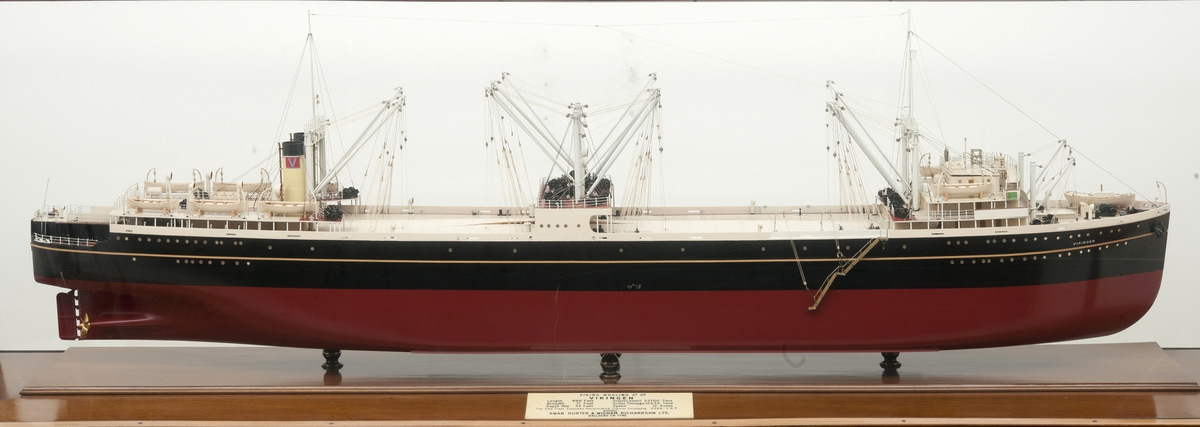
Макет китобійної бази «Вікінг» (з 1946 року — «Слава»). Зберігається у Музеї китобійного промислу, Сандефьорд, Норвегія

Китобійна база або китобаза — промислове океанське судно водотоннажністю до 45 тис. тонн, розраховане на тривале автономне плавання. Китобаза призначена для переробки китів і виробництва з них продукції. Китобійні судна (з автономністю плавання не більше 1 місяця) отримували з китобази продовольство, паливно-мастильні матеріали і все необхідне для ведення китобійного промислу. Силові установки забезпечували китобазі швидкість до 15 вузлів і більше. Паливні ємності в міру спорожнення промивають, дегазують, пропарюють і вони служать для зберігання видобутого китового жиру, кісткового борошна, солоного м'яса, печінки і т. ін.. Також на китобазі передбачено наявність морозильної камери для зберігання харчового китового м'яса.
Перша плавуча китобаза діяла в Південній Атлантиці в сезон 1905—1906 рр. — «Адмірален», що належав Норвегії. Його супроводжувало 2 китобійних судна. У сезон 1925—1926 рр. в морі Росса вперше працювала норвезька китобаза «Лансінг» зі сліпом — похилою площиною для підйому здобутих китів на палубу. База належала Ларсу Крістенсену. Це нововведення, запропоноване норвезьким капітаном П. Сьорле, поклало початок сучасному пелагічному промислу китів. Воно дозволило охопити промислом всю акваторію Антарктики, а здобутих китів обробляти і переробляти на борту судна практично в будь-яку погоду. До середини 1930-х рр. майже всі китобази були обладнані сліпами.

## Китобази в СРСР

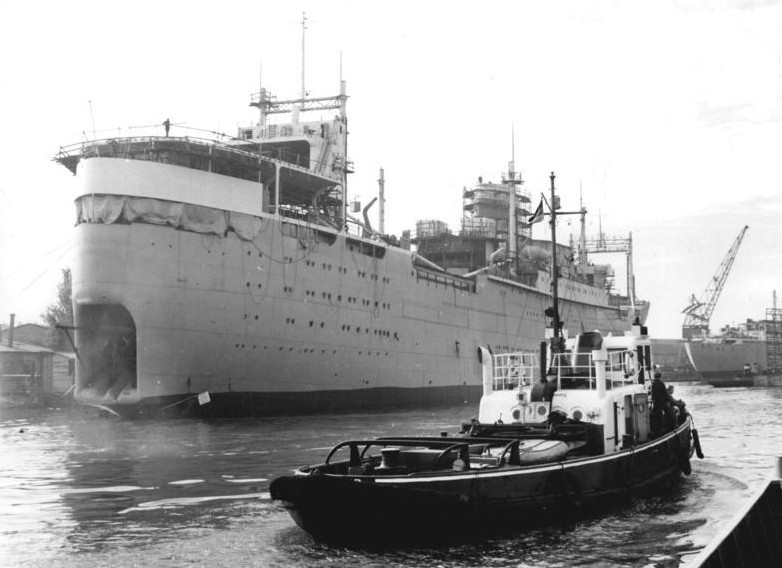
Китобаза «Юрій Долгорукий» залишає порт Варнемюнде для перебазування в Калінінград. 2 листопада 1959 року

У Радянському Союзі перша китобаза — «Алеут» — була перебудована в 1930 році з американського сухогруза. У 1932—1968 рр. вона вела промисел у водах північної частини Тихого океану. У 1946 році з Німеччини була отримана китобаза «Вікінг», перейменована в «Славу», яка працювала до 1966 року в Антарктиці, а в 1966—1970 рр. — у Тихому океані. Спеціалізовані китобази «Радянська Україна» і «Радянська Росія» були побудовані в 1959—1961 рр. в Миколаєві. Вони могли обробляти до 75 китів сумарною вагою 4000 тонн на добу, виробляючи до 1000 тонн жиру і 200 тонн харчового борошна при 100 % переробці туші. Китобаза «Юрій Долгорукий», перебудована в 1959 році з німецького океанського лайнера, здійснила 15 рейсів, здобувши 58 тис. китів 22 видів. Ще дві бази меншого тоннажу — «Владивосток» і «Далекий Схід» були побудовані в ФРН в 1962—1963 рр.. Вони діяли цілий рік, а між сезонами видобутку китів використовувалися для обробки рибної сировини.
В кінці 1960-х рр. з'явилися комбіновані судна для вилову та обробки китів (наприклад, типу «Педер Хюзе», Норвегія). Різке падіння чисельності китів зробило роботу китобійних флотилій нерентабельною, останньою зробила промисловий рейс в 1986—1987 рр. флотилія «Радянська Україна». У 1995 році уряд незалежної України продав китобазу «Радянська Україна» на брухт в Туреччину. Решта радянських китобаз, починаючи з 1975 року, були перепрофільовані в плавучі рибозаводи або також списані на брухт.